# Bandera de Nova Brunswick
La bandera de Nova Brunswick consisteix en un estendard format a partir de l'escut d'armes de la província, i n'és oficial des del 24 de febrer de 1965.

## Disseny

### Descripció
Els símbols representats a la bandera són extrets de l'escut d'armes provincial assignat per l'Ordre Reial de la Reina Victòria el 26 de maig de 1868, sent aquests un lleopard d'or passant sobre un camp vermell al terç superior i una antiga galera amb els seus rems en acció sobre tres franges blaves i blanques ondulades a la base. Les proporcions són de 5:8.
Fou creada per M. Robert Pichette, cap de gabinet del primer ministre de Nova Brunswick Louis J. Robichaud en 1965.
En una enquesta en línia de 2001 realitzada per l'Associació Vexil·lològica Nord-americana, la bandera es va classificar en 18a posició, d'un total de setanta-dues banderes estatals, provincials i territorials del Canadà, els Estats Units i determinats territoris actuals i antics dels Estats Units.

### Simbolisme
Els colors i símbols de la bandera tenen significats culturals, polítics i regionals. Segons Whitney Smith, el lleó d'or al terç superior de la bandera al·ludeix a les armes reials d'Anglaterra i a l'escut del Ducat de Brunsvic-Lüneburg. Tots dos estats tenien vincles amb Nova Brunswick: Anglaterra fou el seu governant colonial des de 1713 fins a la Confederació el 1867, mentre que el ducat dona el seu nom a la província, que el 1784, any en què es va establir la província, estava sota poder del rei Jordi III del Regne Unit. D'altra banda, la galera és la representació heràldica convencional d'un vaixell i reflecteix les dues activitats econòmiques principals, la navegació i la construcció naval, realitzades a Nova Brunswick quan es va assignar l'escut.

### Colors
L'esquema de colors oficial, segons el lloc web del Govern de Nova Brunswick, segueix el sistema de concordança Pantone tal com s'indica a continuació. No s'especifiquen els números de color dels tons blancs i negres de la bandera.
| Model de color | Groc        | Vermell    | Blau       |
| -------------- | ----------- | ---------- | ---------- |
| Pantone        | 116C        | 186C       | 286C       |
| RGB            | 253, 202, 0 | 196, 2, 43 | 0, 46, 157 |
| HTML           | #FDCA00     | #C4022B    | #002E9D    |

Els models RGB i HTML s'han extret a patir dels codis de Pantone descrits pel govern de la província.

## Història

Bandera durant el període 1950-1965.

Durant el període 1950 a 1965 la província va utilitzar una bandera formada pel pavelló blau britànic amb l'escut d'armes al vol.